# Вахнова Кара
Вахнова Кара (рос. Вахнова Кара) — присілок у Лодєйнопольському районі Ленінградської області Російської Федерації.
Населення становить 320 осіб. Належить до муніципального утворення Доможировське сільське поселення.

## Історія
Згідно із законом від 20 вересня 2004 року № 63-оз належить до муніципального утворення Доможировське сільське поселення.

## Населення
| 1950 | 1958 | 1997 | 2007 | 2010 | 2014 |
| ---- | ---- | ---- | ---- | ---- | ---- |
| 115  | ↗168 | ↗381 | ↘350 | ↘282 | ↗320 |